# Principi de Franck-Condon

Figura 1. Diagrama d'energia del principi de Franck-Condon. Com que les transicions electròniques són molt ràpides en comparació amb els moviments nuclears, els estats vibracionals cap i des dels quals es produeixen l'absorció i l'emissió són els que corresponen a un canvi mínim en les coordenades nuclears. Com a resultat, tant l'absorció com l'emissió produeixen molècules en estats d'excitació vibracional. Es mostren els pous potencials afavorint transicions amb canvis en ν.

El principi de Franck-Condon descriu les intensitats de les transicions vibròniques, o l'absorció o emissió d'un fotó. Afirma que quan una molècula està experimentant una transició electrònica, com ara la ionització, la configuració nuclear de la molècula no experimenta cap canvi significatiu.

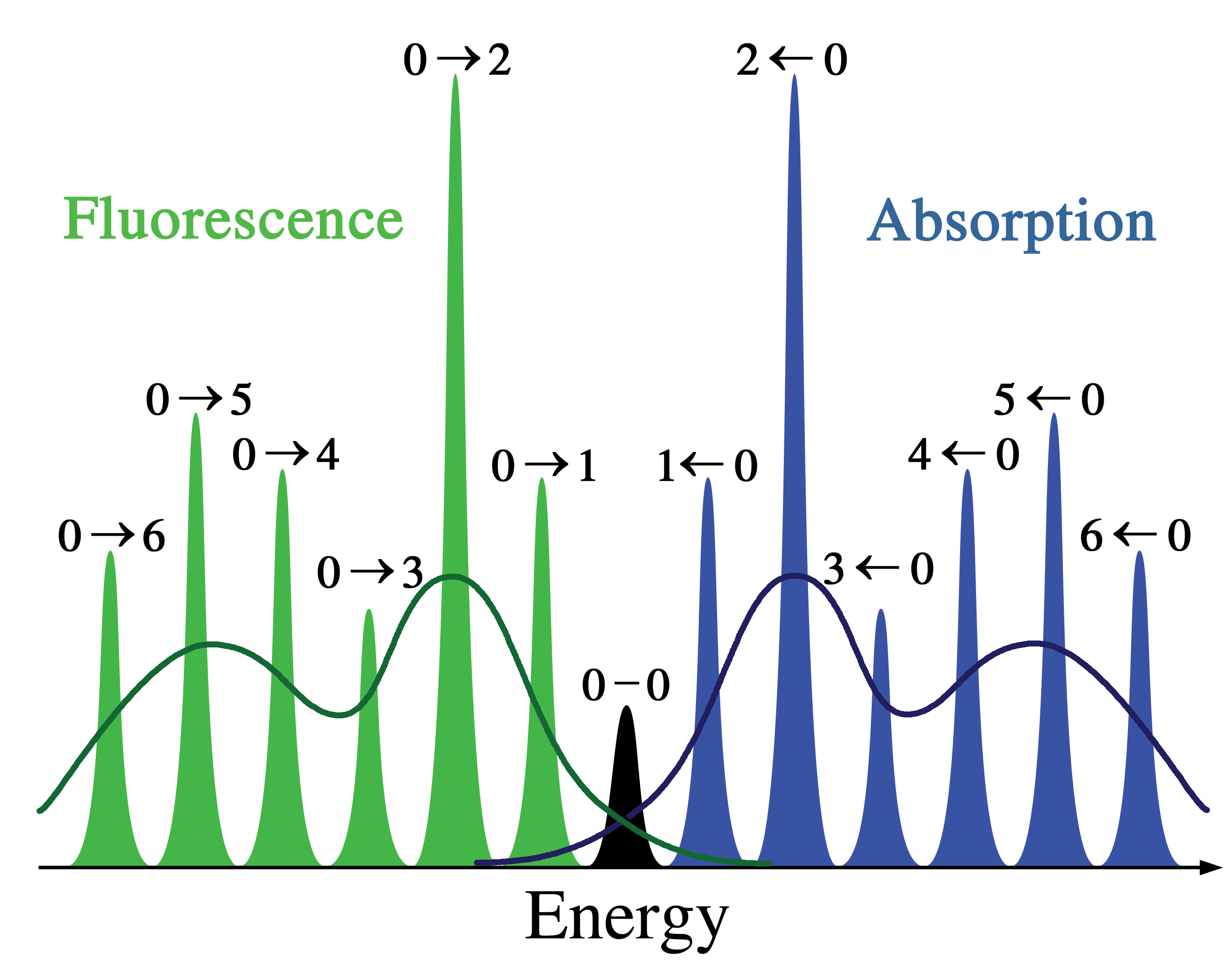
Figura 2. Representació esquemàtica dels espectres d'absorció i fluorescència corresponents al diagrama d'energia de la figura 1. La simetria es deu a la forma igual del sòl i dels pous de potencial d'estat excitat. Les línies estretes normalment només es poden observar en l'espectre dels gasos diluïts. Les corbes més fosques representen l'ampliació no homogènia de les mateixes transicions que es produeixen en líquids i sòlids. Les transicions electròniques entre els nivells de vibració més baixos dels estats electrònics (la transició 0-0) tenen la mateixa energia tant en absorció com en fluorescència.

## Visió general
El principi Franck-Condon té una interpretació semiclàssica ben establerta basada en les contribucions originals de James Franck. Les transicions electròniques són relativament instantànies en comparació amb l'escala de temps dels moviments nuclears, per tant, si la molècula ha de moure's a un nou nivell de vibració durant la transició electrònica, aquest nou nivell de vibració ha de ser instantàniament compatible amb les posicions nuclears i els moments del nivell vibracional de la molècula en l'estat electrònic d'origen. En el quadre semiclàssic de vibracions (oscil·lacions) d'un oscil·lador harmònic simple, les condicions necessàries es poden produir als punts d'inflexió, on el moment és zero.
"Clàssicament, el principi de Franck-Condon és l'aproximació que és més probable que es produeixi una transició electrònica sense canvis en les posicions dels nuclis a l'entitat molecular i el seu entorn. L'estat resultant s'anomena estat Franck-Condon, i la transició implicada, una transició vertical. La formulació mecànica quàntica d'aquest principi és que la intensitat d'una transició vibrònica és proporcional al quadrat de la integral de solapament entre les funcions d'ona vibracionals dels dos estats implicats en la transició. »
— IUPAC Compendi de terminologia química, 2a edició (1997)
En el quadre de la mecànica quàntica, els nivells de vibració i les funcions d'ona vibracionals són els dels oscil·ladors harmònics quàntics, o d'aproximacions més complexes a l'energia potencial de les molècules, com el potencial de Morse. La figura 1 il·lustra el principi de Franck-Condon per a les transicions vibròniques en una molècula amb funcions d'energia potencial semblants a Morse tant en estats electrònics terrestres com excitats. En l'aproximació de baixa temperatura, la molècula comença al nivell de vibració v = 0 de l'estat electrònic fonamental i, en absorbir un fotó de l'energia necessària, fa una transició a l'estat electrònic excitat. La configuració electrònica del nou estat pot provocar un canvi de la posició d'equilibri dels nuclis que constitueixen la molècula. A la figura 3, aquest canvi de coordenades nuclears entre el sòl i el primer estat excitat s'etiqueta com a q 01. En el cas més simple d'una molècula diatòmica, l'eix de coordenades nuclears fa referència a la separació internuclear. La transició vibrònica s'indica amb una fletxa vertical a causa de l'assumpció de coordenades nuclears constants durant la transició. La probabilitat que la molècula pugui acabar en qualsevol nivell de vibració particular és proporcional al quadrat de la superposició (vertical) de les funcions d'ona vibracionals de l'estat original i final (vegeu la secció de formulació de la mecànica quàntica a continuació). En l'estat d'excitació electrònica, les molècules es relaxen ràpidament fins al nivell vibracional més baix de l'estat d'excitació electrònica més baix (regla de Kasha), i a partir d'aquí poden decaure a l'estat bàsic electrònic mitjançant l'emissió de fotons. El principi de Franck-Condon s'aplica igualment a l'absorció i a la fluorescència.
L'aplicabilitat del principi Franck-Condon tant en absorció com en fluorescència, juntament amb la regla de Kasha, condueix a una simetria de mirall aproximada que es mostra a la figura 2. L'estructura vibratòria de les molècules en un gas fred i escàs és més clarament visible a causa de l'absència d'ampliació no homogènia de les transicions individuals. Les transicions vibròniques es dibuixen a la figura 2 com a formes de línia Lorentziana estretes i igualment espaiades. L'espaiament igual entre nivells vibracionals només és el cas del potencial parabòlic dels oscil·ladors harmònics simples, en potencials més realistes, com els que es mostren a la figura 1, l'espai d'energia disminueix amb l'augment de l'energia vibratòria. Les transicions electròniques cap i des dels estats de vibració més baixos sovint es coneixen com a transicions 0–0 (zero zero) i tenen la mateixa energia tant en absorció com en fluorescència.

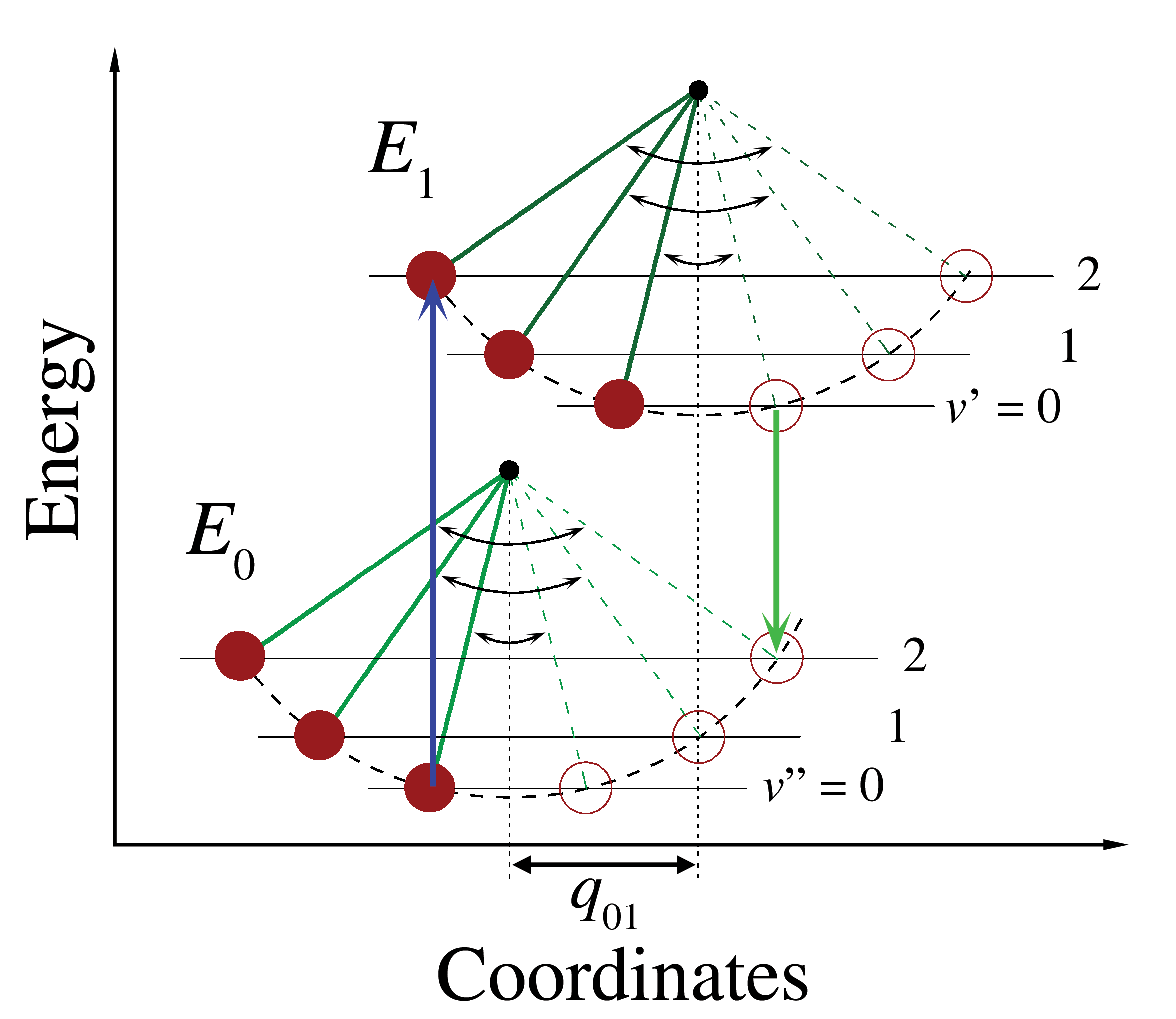
Figura 3. Analogia del pèndol semiclàssic del principi de Franck-Condon. Les transicions vibròniques es permeten als punts d'inflexió clàssics perquè tant l'impuls com les coordenades nuclears es corresponen en els dos nivells d'energia representats. En aquesta il·lustració, s'afavoreixen les transicions vibracionals 0–2.

## Desenvolupament del principi
En un informe publicat el 1926 a Transactions of the Faraday Society, James Franck es va preocupar pels mecanismes de les reaccions químiques induïdes per fotons. El presumpte mecanisme va ser l'excitació d'una molècula per un fotó, seguida d'una col·lisió amb una altra molècula durant el curt període d'excitació. La pregunta era si era possible que una molècula es trenqués en fotoproductes en un sol pas, l'absorció d'un fotó, i sense una col·lisió. Perquè una molècula es trenqui, ha d'adquirir del fotó una energia vibratòria superior a l'energia de dissociació, és a dir, l'energia per trencar un enllaç químic. Tanmateix, com es sabia en aquell moment, les molècules només absorbiran l'energia corresponent a les transicions quàntiques permeses, i no hi ha nivells de vibració per sobre del nivell d'energia de dissociació del pou potencial. L'absorció de fotons d'alta energia condueix a una transició a un estat electrònic superior en lloc de la dissociació. En examinar quina energia vibratòria podria adquirir una molècula quan s'excita a un nivell electrònic més alt, i si aquesta energia vibratòria podria ser suficient per trencar immediatament la molècula, va dibuixar tres diagrames que representen els possibles canvis en l'energia d'unió entre els components electrònics més baixos. estat i estats electrònics superiors.
«El diagrama I. mostra un gran debilitament de l'enllaç en una transició de l'estat normal n als estats excitats a i a'. Aquí tenim D > D' i D' > D". Al mateix temps, la posició d'equilibri dels nuclis es mou amb l'excitació a valors més grans de r. Si passem de la posició d'equilibri (el mínim d'energia potencial) de la n corba verticalment [èmfasi afegit] cap amunt fins a les corbes a del diagrama I. les partícules tindran una energia potencial superior a D' i s'apartaran volant. En aquest cas tenim un canvi molt gran en l'energia d'oscil·lació en excitació per la llum... »
— James Franck, 1926

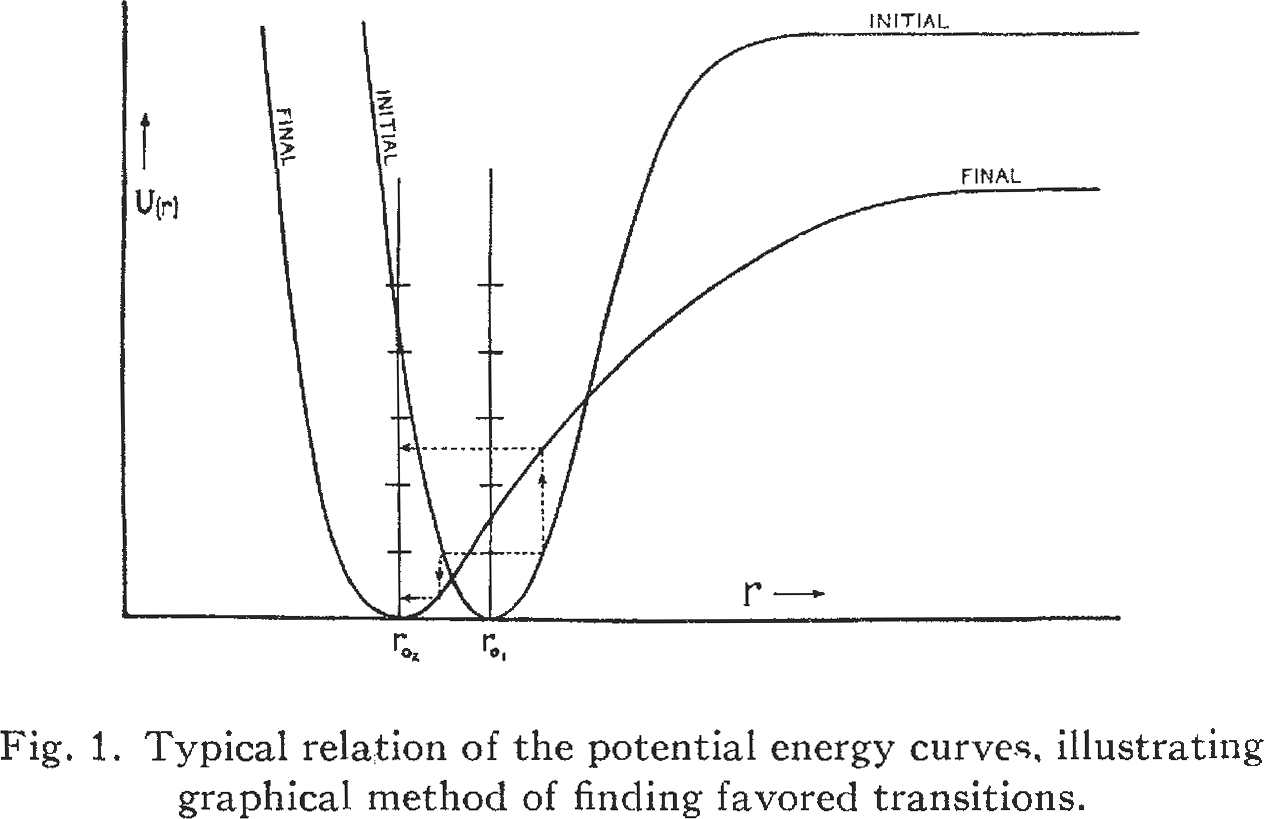
Figura 5. Figura 1 de la primera publicació d'Edward Condon sobre el que ara és el principi de Franck-Condon [Condon 1926]. Condon va optar per superposar les corbes de potencial per il·lustrar el mètode d'estimació de transicions vibracionals.

James Franck va reconèixer que els canvis en els nivells de vibració podrien ser una conseqüència de la naturalesa instantània de l'excitació a nivells d'energia electrònica més alts i una nova posició d'equilibri per al potencial d'interacció nuclear. Edward Condon va ampliar aquesta visió més enllà de les fotoreaccions en un article de Physical Review de 1926 titulat "A Theory of Intensity Distribution in Band Systems". Aquí formula la formulació semiclàssica d'una manera força semblant a la seva forma moderna. La primera referència conjunta tant a Franck com a Condon pel que fa al nou principi apareix al mateix número de 1926 de Physical Review en un article sobre l'estructura de la banda del monòxid de carboni de Raymond Birge.

## Formulació mecànica quàntica
Considereu una transició de dipol elèctric des de l'estat vibracional inicial (υ) del nivell electrònic de terra (ε), {\displaystyle |\epsilon v\rangle }, a algun estat vibracional (υ′) d'un estat electrònic excitat (ε′), {\displaystyle |\epsilon 'v'\rangle } (vegeu la notació bra–ket). L'operador dipol molecular μ està determinat per la càrrega (- e) i les ubicacions (ri) dels electrons, així com les càrregues (+Zje) i les ubicacions (Rj) dels nuclis:
{\displaystyle {\boldsymbol {\mu }}={\boldsymbol {\mu }}_{e}+{\boldsymbol {\mu }}_{N}=-e\sum \limits _{i}{\boldsymbol {r}}_{i}+e\sum \limits _{j}Z_{j}{\boldsymbol {R}}_{j}.}
L'amplitud de probabilitat P per a la transició entre aquests dos estats ve donada per
{\displaystyle P=\left\langle \psi '\right|{\boldsymbol {\mu }}\left|\psi \right\rangle =\int {\psi '^{*}}{\boldsymbol {\mu }}\psi \,d\tau ,}
on {\displaystyle \psi } i {\displaystyle \psi '} són, respectivament, les funcions d'ona globals de l'estat inicial i final. Les funcions d'ona globals són el producte de les vibracions individuals (depenent de les coordenades espacials dels nuclis) i les funcions d'ona de l'espai electrònic i de l'espín:
{\displaystyle \psi =\psi _{e}\psi _{v}\psi _{s}.}
Aquesta separació de les funcions d'ona electròniques i vibracionals és una expressió de l'aproximació de Born-Oppenheimer i és el supòsit fonamental del principi de Franck-Condon.